# Campeonato de División Superior de la UAR 1970
El Campeonato de División Superior de la UAR de 1970 fue la 72.ª edición del torneo de rugby de la Capital Federal y alrededores bajo el control de la Unión Argentina de Rugby.

## Sistema de disputa

### Primera fase
Tras la reestructuración del torneo (que pasó de 11 equipos en 1969 a 24 para este año), los equipos fueron divididos en 4 zonas (A, B, C y D) para que juguesen todos contra todos a ida y vuelta. De esa primera fase, los primeros y segundos clasificaron a la Zona Campeonato, los terceros y cuartos, a la Zona Preparación, y los quintos y sextos, a la Zona Descenso.

### Segunda fase
Se disputó bajo el sistema de todos contra todos, esta vez a una rueda. La Zona Campeonato consagraba al campeón, quien fue el que mayor cantidad de puntos tuvo. Mientras que la Zona Descenso se disputó para decidir el equipo en el último puesto, que bajaría hacia la División de Ascenso.

### Torneo Extra[3]
Para mantener en actividad a los jugadores que no participaban de los seleccionados durante la Gira de Irlanda a la Argentina de 1970 entre agosto y septiembre, se organizó nuevamente un Torneo Extra. Los clubes se dividieron en tres zonas de ocho equipos, donde se jugaban todos contra todos a un partido. Los primeros de cada grupo se clasificaron a una fase final. El ganador de ese grupo fue Los Matreros, imponiéndose ante Pucará y Liceo Naval.

### Cambios de categoría
| Pos. | Ascendidos de 2.ª División |
| ---- | -------------------------- |
| 1.º  | Alumni                     |
| 2.º  | Curupaytí                  |
| 3.º  | Gimnasia (BA)              |
| 4.º  | Olivos                     |
| 5.º  | Buenos Aires CRC           |
| 6.º  | Obras Sanitarias           |
| 7.º  | Champagnat                 |
| 8.º  | Hindú                      |
| 9.º  | La Plata                   |
| 10.º | Deportiva Francesa         |
| 11.º | Newman                     |

| Pos. | Ascendidos de 3.ª de Ascenso |
| ---- | ---------------------------- |
| 1.º  | Liceo Militar                |
| 2.º  | Liceo Naval                  |

## Primera fase

### Zona A
| Pos. | Equipo             | Encuentros | Encuentros | Encuentros | Encuentros | Tantos | Tantos | Tantos | Puntos |
| Pos. | Equipo             | PJ         | PG         | PE         | PP         | F      | C      | Dif    | Puntos |
| ---- | ------------------ | ---------- | ---------- | ---------- | ---------- | ------ | ------ | ------ | ------ |
| 1.º  | CUBA               | 10         | 9          | 0          | 1          | 216    | 50     | +166   | 18     |
| 2.º  | Pucará             | 10         | 7          | 0          | 3          | 121    | 64     | +57    | 14     |
| 3.º  | Los Tilos          | 10         | 6          | 0          | 4          | 86     | 100    | -14    | 12     |
| 4.º  | Curupaytí          | 10         | 4          | 0          | 6          | 90     | 142    | -52    | 8      |
| 5.º  | Obras Sanitarias   | 10         | 3          | 0          | 7          | 110    | 137    | -27    | 6      |
| 6.º  | Deportiva Francesa | 10         | 1          | 0          | 9          | 62     | 192    | -130   | 3      |

### Zona B
| Pos. | Equipo        | Encuentros | Encuentros | Encuentros | Encuentros | Tantos | Tantos | Tantos | Puntos |
| Pos. | Equipo        | PJ         | PG         | PE         | PP         | F      | C      | Dif    | Puntos |
| ---- | ------------- | ---------- | ---------- | ---------- | ---------- | ------ | ------ | ------ | ------ |
| 1.º  | CASI          | 10         | 9          | 1          | 0          | 230    | 78     | +152   | 19     |
| 2.º  | Old Georgian  | 10         | 6          | 1          | 3          | 121    | 64     | +57    | 13     |
| 3.º  | Liceo Militar | 10         | 5          | 0          | 5          | 104    | 154    | -50    | 10     |
| 4.º  | Los Matreros  | 10         | 4          | 0          | 6          | 109    | 149    | -40    | 8      |
| 5.º  | Champagnat    | 10         | 3          | 0          | 7          | 80     | 113    | -33    | 6      |
| 6.º  | Olivos        | 10         | 2          | 0          | 8          | 78     | 183    | -105   | 4      |

### Zona C
| Pos. | Equipo            | Encuentros | Encuentros | Encuentros | Encuentros | Tantos | Tantos | Tantos | Puntos |
| Pos. | Equipo            | PJ         | PG         | PE         | PP         | F      | C      | Dif    | Puntos |
| ---- | ----------------- | ---------- | ---------- | ---------- | ---------- | ------ | ------ | ------ | ------ |
| 1.º  | Belgrano Athletic | 10         | 9          | 0          | 1          | 291    | 57     | +234   | 18     |
| 2.º  | San Fernando      | 10         | 9          | 0          | 1          | 134    | 69     | +65    | 18     |
| 3.º  | Hindú             | 10         | 6          | 0          | 4          | 121    | 120    | +1     | 10     |
| 4.º  | Alumni            | 10         | 4          | 0          | 6          | 110    | 134    | -24    | 8      |
| 5.º  | Newman            | 10         | 2          | 0          | 8          | 71     | 215    | -144   | 4      |
| 6.º  | Gimnasia (BA)     | 10         | 0          | 0          | 10         | 78     | 210    | –174   | 0      |

### Zona D
| Pos. | Equipo           | Encuentros | Encuentros | Encuentros | Encuentros | Tantos | Tantos | Tantos | Puntos |
| Pos. | Equipo           | PJ         | PG         | PE         | PP         | F      | C      | Dif    | Puntos |
| ---- | ---------------- | ---------- | ---------- | ---------- | ---------- | ------ | ------ | ------ | ------ |
| 1.º  | SIC              | 10         | 10         | 0          | 0          | 382    | 49     | +333   | 20     |
| 2.º  | San Martín       | 10         | 7          | 1          | 2          | 121    | 131    | -10    | 15     |
| 3.º  | Pueyrredón       | 10         | 4          | 2          | 4          | 113    | 136    | -23    | 10     |
| 4.º  | Buenos Aires CRC | 10         | 3          | 2          | 5          | 117    | 174    | -57    | 8      |
| 5.º  | Liceo Naval      | 10         | 3          | 1          | 6          | 102    | 162    | -60    | 7      |
| 6.º  | La Plata         | 10         | 0          | 0          | 10         | 82     | 265    | -183   | 0      |

|  | Clasificados a la Zona Campeonato.  |
|  | Clasificados a la Zona Preparación. |
|  | Clasificados a la Zona Descenso.    |

## Segunda fase

### Zona Campeonato
| Pos. | Equipo            | Encuentros | Encuentros | Encuentros | Encuentros | Tantos | Tantos | Tantos | Puntos |
| Pos. | Equipo            | PJ         | PG         | PE         | PP         | F      | C      | Dif    | Puntos |
| ---- | ----------------- | ---------- | ---------- | ---------- | ---------- | ------ | ------ | ------ | ------ |
| 1.º  | SIC               | 7          | 5          | 2          | 0          | 105    | 50     | +55    | 12     |
| 1.º  | CUBA              | 7          | 6          | 0          | 1          | 90     | 45     | +45    | 12     |
| 3.º  | San Fernando      | 7          | 4          | 1          | 2          | 60     | 54     | +6     | 9      |
| 4.º  | CASI              | 7          | 3          | 2          | 2          | 82     | 59     | +23    | 8      |
| 5.º  | Belgrano Athletic | 7          | 3          | 1          | 3          | 96     | 75     | +21    | 7      |
| 6.º  | Old Georgian      | 7          | 2          | 1          | 4          | 72     | 57     | +15    | 5      |
| 7.º  | San Martín        | 7          | 1          | 0          | 6          | 47     | 170    | -123   | 2      |
| 8.º  | Pucará            | 7          | 0          | 1          | 6          | 53     | 95     | -42    | 1      |

### Zona Preparación
| Pos. | Equipo           | Encuentros | Encuentros | Encuentros | Encuentros | Tantos | Tantos | Tantos | Puntos |
| Pos. | Equipo           | PJ         | PG         | PE         | PP         | F      | C      | Dif    | Puntos |
| ---- | ---------------- | ---------- | ---------- | ---------- | ---------- | ------ | ------ | ------ | ------ |
| 9.º  | Hindú            | 7          | 6          | 1          | 0          | 126    | 53     | +73    | 13     |
| 10.º | Los Matreros     | 7          | 6          | 0          | 1          | 90     | 43     | +47    | 12     |
| 11.º | Curupaytí        | 7          | 4          | 1          | 2          | 82     | 72     | +10    | 9      |
| 12.º | Alumni           | 7          | 3          | 1          | 3          | 99     | 82     | +17    | 7      |
| 13.º | Pueyrredón       | 7          | 3          | 1          | 3          | 61     | 71     | -10    | 7      |
| 14.º | Los Tilos        | 7          | 3          | 0          | 4          | 73     | 73     | 0      | 6      |
| 15.º | Liceo Militar    | 7          | 1          | 0          | 6          | 45     | 81     | -36    | 2      |
| 16.º | Buenos Aires CRC | 7          | 0          | 0          | 7          | 55     | 156    | -101   | 0      |

### Zona Descenso
| Pos. | Equipo             | Encuentros | Encuentros | Encuentros | Encuentros | Tantos | Tantos | Tantos | Puntos |
| Pos. | Equipo             | PJ         | PG         | PE         | PP         | F      | C      | Dif    | Puntos |
| ---- | ------------------ | ---------- | ---------- | ---------- | ---------- | ------ | ------ | ------ | ------ |
| 17.º | Obras Sanitarias   | 7          | 7          | 0          | 0          | 119    | 61     | +58    | 14     |
| 18.º | Champagnat         | 7          | 4          | 1          | 2          | 82     | 64     | +18    | 9      |
| 19.º | Liceo Naval        | 7          | 3          | 1          | 3          | 85     | 84     | +1     | 7      |
| 20.º | Olivos             | 7          | 3          | 0          | 4          | 69     | 66     | +3     | 6      |
| 21.º | Deportiva Francesa | 7          | 2          | 2          | 3          | 59     | 57     | +2     | 6      |
| 22.º | Newman             | 7          | 2          | 1          | 4          | 66     | 86     | -20    | 5      |
| 23.º | La Plata           | 7          | 2          | 1          | 4          | 53     | 86     | -33    | 5      |
| 24.º | Gimnasia (BA)      | 7          | 2          | 0          | 5          | 60     | 89     | -29    | 4      |

|  | Campeones.                           |
|  | Descendido a la División de Ascenso. |

## Campeones
| SIC Campeón 4° título | CUBA Campeón 13° título |